# 四禮正明
四禮 正明（しれい まさあき、1961年2月22日 - ）は、日本の実業家、元俳優、シンガーソングライター。東京都足立区北千住出身。俳優時代の所属事務所はアミューズだった。

## 経歴・人物
高校時代にドラマのオーディションを受けた際に作曲家の佐々木勉と知り合い、レッスンを受けるようになる。
その後、1982年にシングル「身も心もスキャンダラス」でデビュー。しかし2年ほどで歌手活動を辞め、テレビドラマに活動の場を移していく。
ドラマでは、どこか翳りのある無口な二枚目という役が多かった。以降、多数のドラマに出演するが、1996年頃に芸能界を引退。
2000年からは台東区浅草でパソコンスクール「有限会社フォーティ」を経営している。

## 出演

### 映画
- 四月の魚（1986年、ジョイパックフィルム） - アイドル歌手 役
- 会社物語 MEMORIES OF YOU（1988年、松竹） - 早川一夫 役

### テレビドラマ
- 金曜日の妻たちへ（1983年、TBS） - 河島剛志 役
- 外科医 城戸修平 第7話「母の歌」（1983年6月21日、TBS）
- さよならを教えて（1983年、毎日放送） - 亮 役
- 東芝日曜劇場 第1414回「恋愛ゲーム」（1984年2月12日、TBS）
- 昨日、悲別で（1984年、日本テレビ） - 唐沢広次 役
- ママたちが戦争を始めた!（1985年、日本テレビ） - 木村研 役
- 水曜ドラマスペシャル「軽井沢夫人」（1985年7月3日、TBS）
- 忠臣蔵（1985年12月30日 - 31日、日本テレビ） - 伊達右京亮 役
- 冗談ストリート（1985年 - 1986年、TBS）
- 太陽にほえろ!スペシャル 第678話「山村刑事の報酬なき戦い」（1986年1月3日、日本テレビ） - 門馬恭平 役
- 誇りの報酬 第19話「芹沢刑事・怒りの追跡」（1986年2月16日、日本テレビ） - 新田巡査 役
- 木曜ドラマストリート「春一番が吹くまで」（1986年3月20日、フジテレビ）
- 月曜ワイド劇場「青い鳥は年上の女」（1986年6月30日、テレビ朝日） - 日野雄太郎 役
- 痛快!婦警候補生やるっきゃないモン!（1987年、テレビ朝日）
- ジャングル 第29話「熱死線」（1987年11月6日、日本テレビ）
- 愛しあってるかい! 第2話「危険!うちの生徒に手を出すな」（1989年10月23日、フジテレビ） - 商社マン 役
- 犬神家の一族（1990年3月27日、テレビ朝日） - 犬神佐武 役
- 花王ファミリースペシャル「許せ妻たち2 荷物のない旅人」（1990年5月6日、関西テレビ） - 池上巡査 役
- 妻そして女シリーズ「魔性の女」（1990年、毎日放送）
- ドラマチック22「お嬢さま教育」（1990年9月8日、TBS）
- 年末時代劇スペシャル「木枯し紋次郎 年に一度の手向け草」（1990年12月28日、TBS）
- 花友禅（1991年、読売テレビ）
- ルージュの伝言 Vol.16「雨の街を」（1991年7月17日、TBS）
- 世にも奇妙な物語（フジテレビ）
  - 秋の特別編「40年」（1991年10月3日）
  - 第3シリーズ「逆探知」（1992年5月14日）
- あばれ八州御用旅 第2シリーズ 第5話「親泣かせ手車道中」（1991年、テレビ東京） - 留吉 役
- 水戸黄門（TBS）
  - 第20部 第36話「因果が巡る銘刀宗近 -高田-」（1991年） - 倉橋征士郎 役
  - 第22部 第4話「心の剣で悪を斬る -藤枝-」（1993年6月7日） - 蒲原仙之介 役
  - 第23部 第5話「涙でついた母の嘘 -追分-」（1994年） - 千之助 役
- 外科病棟女医の事件ファイル 第6話「美人OLレイプ殺人!」（1991年、テレビ朝日） - 岡沢和樹 役
- 源義経（1991年12月31日、日本テレビ）
- さすらい刑事旅情編IV 第18話「金曜日の暴行魔! 偽りの遺留品」（1992年、テレビ朝日）
- 月曜ドラマスペシャル（TBS）
  - 「金田一耕助の傑作推理 女怪」（1992年7月27日） - 持田貞夫 役
  - 「殺人の駒音」（1993年6月7日）
  - 「金田一耕助の傑作推理 黒い羽根の呪い」（1996年3月25日） - 蓮池貞之助 役
- 珠玉の女（1992年 - 1993年、読売テレビ）
- 木曜劇場「わがままな女たち」（1992年、フジテレビ） - 近藤進 役
- 土曜ワイド劇場（テレビ朝日）
  - 「こちら禅寺探偵局・和尚法元の殺人説法」（1993年3月13日） - 佐倉博明 役
  - 「殺人トリックを盗んだ女」（1993年7月31日） - 立花勤 役
  - 「美人OL殺し」（1994年9月3日） - 沢村修平 役
  - 「厄除け商売繁盛殺人事件2・猿の絵皿が告発する!」（1995年12月30日） - 柴山千秋 役
  - 「森村誠一の終着駅シリーズ5 誇りある被害者」（1996年1月27日） - 浅井圭介 役
- 家栽の人 第12話「少年A（後編）」（1993年3月25日、TBS）
- ネオドラマ「運命の扉」（1993年、テレビ朝日）
- 女検事の捜査ファイル 第5話「不倫女教師の犯罪!?消えた死体」（1993年11月18日、テレビ朝日） - 木下吾郎 役
- 僕が彼女に、借金をした理由。（1994年、TBS）
- 御家人斬九郎 第1シリーズ 第2話「用心棒二人」（1995年、フジテレビ）
- 火曜サスペンス劇場「盲人探偵・松永礼太郎4・警察嫌い」（1995年4月18日、日本テレビ） - 棚田 役

## ディスコグラフィー

### シングル
1. 「身も心もスキャンダラス」 B/W「ラヴ・イズ・オーバー」（1982年4月4日・キングレコード、K07S-275）
2. 「ヘッドライト」 B/W「海に消えた天使」（1982年・キングレコード、K07S-354）
3. 「別離のカルナバル」 B/W「踊らない女（1983年・キングレコード）

### アルバム
1. 「スキャンダラス」（1982年・キングレコードより発売）
2. 「踊らない女」（1983年2月・キングレコードより発売）